# Truyền thông sức khỏe
Truyền thông sức khỏe là nghiên cứu và thực hành truyền đạt thông tin về cải thiện sức khỏe, như trong các chiến dịch y tế công cộng, giáo dục sức khỏe, giữa bác sĩ và bệnh nhân.  Mục đích của việc truyền bá thông tin sức khỏe là ảnh hưởng đến các lựa chọn sức khỏe cá nhân bằng cách cải thiện trình độ hiểu biết về sức khỏe. Truyền thông súc khoẻ là một lĩnh vực có thể được bao trùm bởi truyền thông khoa học.
Bởi vì truyền thông sức khỏe muốn hiệu quả phải được điều chỉnh cho phù hợp với đối tượng và tình hình, nghiên cứu về truyền thông sức khỏe bằng cách tìm cách tinh chỉnh các chiến lược truyền thông để thông báo cho mọi người về các biện pháp để tăng cường sức khỏe hoặc tránh các nguy cơ sức khỏe cụ thể.  Về mặt hàn lâm, truyền thông sức khỏe là một môn học trong các nghiên cứu truyền thông.
Truyền thông sức khỏe tìm cách:
- tăng kiến thức và nhận thức cho đối tượng về một vấn đề sức khỏe [5]
- ảnh hưởng đến hành vi và thái độ đối với vấn đề sức khỏe
- chứng minh những thực hành sức khỏe có lợi
- Chỉ ra lợi ích của việc thay đổi hành vi đối với kết quả sức khỏe cộng đồng
- ủng hộ điểm tích cực về một vấn đề hoặc chính sách y tế
- tăng nhu cầu hoặc hỗ trợ cho các dịch vụ y tế
- lập luận phản bác những quan niệm sai lầm về sức khỏe [6]

## Đào tạo
Các chuyên gia truyền thông y tế được đào tạo về các phương pháp và chiến lược để truyền đạt hiệu quả các thông điệp sức khỏe cộng đồng, có trình độ nghiên cứu, phát triển chiến lược và đánh giá hiệu quả.  Truyền thông sức khỏe được giảng dạy bài bản trong chương trình thạc sĩ và tiến sĩ.  Liên minh Truyền thông Sức khỏe duy trì một danh sách các chương trình như vậy.
Các học giả và học viên về truyền thông sức khỏe thường được đào tạo về các chuyên ngành như nghiên cứu truyền thông, xã hội học, tâm lý học, y tế công cộng hoặc y học và sau đó tập trung vào lĩnh vực về sức khỏe và giao tiếp.

## Tổng quan
Nghề nghiệp trong lĩnh vực truyền thông y tế bao gồm các lĩnh vực công, tư nhân, tình nguyện viên và các chuyên gia truyền thông y tế được đào tạo đặc biệt để tiến hành nghiên cứu truyền thông, phát triển thành công các chiến dịch và lặp lại để tăng cường và tuyên truyền về sức khỏe vào các chiến dịch trong tương lai.
Truyền thông rõ ràng là điều cần thiết để thực hành thành công y tế công cộng ở các cấp của mô hình sinh thái: trong chính mỗi người, giữa cá nhân với nhau, nhóm, tổ chức và xã hội.  Trong mỗi trường hợp của truyền thông sức khỏe, phải có sự cân nhắc cẩn thận liên quan đến kênh thích hợp để thông điệp được tiếp cận tốt nhất với các đối tượng mục tiêu, từ các tương tác trực diện mặt đối mặt đến truyền hình, Internet và các hình thức truyền thông đại chúng khác.  Sự bùng nổ gần đây của các công nghệ truyền thông Internet mới, đặc biệt là thông qua sự phát triển của các trang web y tế (như MedlinePlus, Healthfinder và WebMD), các nhóm hỗ trợ trực tuyến (như Hiệp hội Association for Cancer Online Resources), cổng trang web, hệ thống thông tin phù hợp, chương trình telehealth - hệ thống kiểm soát sức khỏe từ xa hiệu quả, hồ sơ sức khỏe điện tử, mạng xã hội và thiết bị di động (điện thoại di động, PDA, v.v.) có nghĩa là các phương tiện truyền thông tiềm năng đang thay đổi.
Bối cảnh xã hội và văn hóa trong đó truyền thông sức khỏe phát triển cũng rất đa dạng và có thể bao gồm (nhưng không giới hạn) ở nhà, trường học, văn phòng bác sĩ và nơi làm việc, và các thông điệp phải xem xét cấp độ khác nhau về kiến thức và giáo dục sức khỏe của đối tượng, cũng như nhân khẩu học, giá trị, các vấn đề kinh tế xã hội và nhiều yếu tố khác có thể ảnh hưởng đến giao tiếp hiệu quả.

## Các ứng dụng
Truyền thông sức khỏe đã trở nên thiết yếu trong việc thúc đẩy sức khỏe cộng đồng nói chung trong rất nhiều tình huống.  Một trong những ứng dụng quan trọng nhất của truyền thông sức khỏe là được thực hiện xuyên suốt các sự kiện Môi trường lớn (như bão, lũ lụt, lốc xoáy) và giải quyết các câu hỏi và nhu cầu của đối tượng bị ảnh hưởng một cách nhanh chóng và hiệu quả, bảo vệ sức khỏe cộng đồng và đi trước trong thông điệp của họ.  Các chuyên gia truyền thông y tế liên tục làm việc để cải thiện loại hình truyền thông trong rủi ro trên để chủ động chuẩn bị trong trường hợp khẩn cấp.
Một ứng dụng ngày càng quan trọng của truyền thông sức khỏe là tiếp cận sinh viên trong cộng đồng đại học.  Đánh giá sức khỏe của trường National College Health Assessment đã đo lường được rằng 92,5% sinh viên đại học báo cáo có sức khỏe là "tốt, rất tốt hoặc tuyệt vời", tuy nhiên nhiểu sinh viên đại học dường như đang đương đầu với các vấn đề nghiêm trọng như căng thẳng, trầm cảm, lạm dụng thuốc và thiếu dinh dưỡng nói chung so với các nhóm tuổi và đối tượng khác.  Các chuyên gia về truyền thông sức khỏe đang tích cực cố gắng tìm ra những cách mới để tiếp cận đối tượng có nguy cơ này nhằm nâng cao tiêu chuẩn sức khỏe cộng đồng trong môi trường đại học và thúc đẩy lối sống lành mạnh hơn giữa các sinh viên.

## Thách thức
Có nhiều thách thức trong việc truyền đạt thông tin về sức khỏe cho các cá nhân.  Một số vấn đề quan trọng nhất liên quan đến khoảng cách kiến thức sức khỏe giữa cá nhân và nhân viên y tế và các tổ chức, cũng như thiếu sót trong việc truyền đạt thông tin y tế thông qua các phương tiện thông tin đại chúng.

### Khoảng cách trong truyền thông
Một vấn đề mà truyền thông sức khỏe tìm cách giải quyết là khoảng cách đã hình thành giữa kiến thức về sức khỏe và việc sử dụng truyền thông sức khỏe.  Trong khi mục tiêu là truyền thông sức khỏe hiệu quả sẽ dẫn dắt đến hiểu biết về sức khỏe, các vấn đề như sử dụng thuật ngữ y khoa không giải thích, thông điệp không chính xác và thường là khoảng cách giữa trình độ giáo dục chung đã tạo ra sự chênh lệch.  Đặc biệt, các nghiên cứu đã được thực hiện giữa các nhóm dân số người cao tuổi ở Mỹ để minh chứng cho một đối tượng phổ biến, những người gặp bất lợi do vấn đề này.  Người cao tuổi là một nhóm tuổi thường mắc các tình trạng sức khỏe mãn tính nhất so với các nhóm tuổi khác, tuy nhiên các nghiên cứu đã chỉ ra rằng ngay cả nhóm này cũng gặp khó khăn trong việc hiểu biết các tài liệu y tế bằng văn bản, hiểu các chính sách và chăm sóc sức khỏe và nói chung họ thường không hiểu được thuật ngữ y khoa.  Những thiếu sót như vậy trong truyền sức khỏe có thể dẫn đến tăng số người nhập viện, không có khả năng đáp ứng việc chữa trị và quản lý bệnh tật hoặc tình trạng y tế và tình trạng sức khỏe nói chung sẽ giảm.
Trong một số quần thể, các trang web liên quan đến sức khỏe (ví dụ: WebMD) và các nhóm hỗ trợ trực tuyến (ví dụ: Association for Cancer Online Resources) đã giúp tăng quyền truy cập vào thông tin y tế.

### Truyền thông đại chúng
Truyền thông đại chúng được sử dụng để thúc đẩy những thay đổi có lợi trong hành vi giữa những người dân.  Một chỉ trích lớn về việc sử dụng phương tiện truyền thông đại chúng như một phương pháp truyền thông sức khỏe là việc đáng tiếc để cho các thông điệp và thông tin sai lệch được lan truyền nhanh chóng thông qua các phương tiện truyền thông đại chúng, trước khi được thẩm định bởi các chuyên gia.  Vấn đề này có thể tạo nên cơn khủng hoảng không đáng có trong số những người nhận được thông điệp và là một vấn đề trong thời đại bùng nổ thông tin.  Một ví dụ về điều này có thể được quan sát thấy trong sự mất lòng tin liên tục vào tiêm chủng do công bố nhiều thông điệp liên kết sai lầm giữa việc tiêm vắc-xin sởi-quai bị-rubella (MMR) thời thơ ấu với sự phát triển và khởi phát của Tự kỷ.  Tốc độ lan truyền của thông điệp này do bởi các công nghệ mạng xã hội mới khiến nhiều bậc cha mẹ không tin tưởng tiêm chủng và do đó họ không cho con mình đi tiêm vắc-xin.  Mặc dù sự hoảng loạn này đã được thông báo một cách mãnh liệt là hư cấu không có thật, nhưng nhiều người vẫn còn nghi ngờ về việc tiêm chủng và từ chối chúng, điều này gây ra mối lo ngại về sức khỏe cộng đồng ngay tức thì.